# Nicolas Wolf (Musiker)
Nicolas Wolf (* 1987) ist ein Schweizer Jazz- und Improvisationsmusiker (Schlagzeug, Komposition).

## Leben und Wirken
Wolf wuchs in Freiburg im Üechtland auf. Ab 2001 wirkte er als Sänger, Gitarrist, Bassist und Schlagzeuger in verschiedenen Punkbands, mit denen er auch in der Schweiz, Italien, Deutschland und Russland tourte. Zwischen 2009 und 2011 begann er ein Studium der Geschichtswissenschaft an der Universität Bern, um dann nach einem Vorkurs an der Swiss Jazz School zwischen 2014 und 2019 sein Jazzstudium an der Hochschule der Künste Bern bei Dejan Terzic, Gerry Hemingway und Brian Archinal zu absolvieren.
Im Quartett Lily arbeitete Wolf mit Sängerin Mirjam Hässig, Gitarrist Cyrill Ferrari und Bassistin Johanna Pärli. Neben Solokonzerten wirkte er im Improvisationsduo Sommerwolf mit dem Bassklarinettisten Kevin Sommer. Mit dem Schlagzeuger Lukas Briner gab er im Duo Nachtschattengeräusche Konzerte in absoluter Dunkelheit und veröffentlichte 2022 ein gleichnamiges Album. Im Duo Rumble in the Jungle vertonte er mit Gerry Hemingway den Boxkampf zwischen George Foreman und Muhammad Ali.  Mit der Kontrabassistin Johanna Pärli führt er Wanderkonzerte und andere Aufführungen in der Natur mit Gästen wie Vera Kappeler, Tizia Zimmermann, Kristina und Evelyne Brunner oder Robert Morgenthaler durch. Zudem begleitete er die Songwriterin Delia Meshlir und ist Teil der Live-Band des Indie-Pop Musikers Shuttle aus Fribourg.
Mit den Pianistinnen Judith Wegmann und Marlies Debacker und dem Schlagzeugkollegen Lukas Briener entstand das Improvisationsalbum Things in Between (ezz-thetics 2022). Mit den Schlagzeugern Christoph Steiner und Lionel Friedli veröffentlichte er das Album Repercussive Cycles. Er legte auch audiovisuelle Arbeiten vor. Weiterhin trat er mit Django Bates’ Humanchain beim Jazzfestival Sarajevo 2016 auf, ebenso mit Colin Vallon und Tom Arthurs.
Für seine vielfältige und interdisziplinäre Arbeit erhielt Wolf 2019 vom Kanton Bern den Nachwuchspreis «Coup de coeur».